# 2010–2011-es női EHF-kupagyőztesek Európa-kupája
A 2010–2011-es női EHF-kupagyőztesek Európa-kupája az európai női kézilabda-klubcsapatok második legrangosabb kupasorozatának 35. kiírása volt. Ide azok a csapatok jutottak be, amelyek hazájuk bajnokságában a negyedik helyen végeztek.

## Lebonyolítás
A sorozat hat körből áll, a döntővel együtt. Az első körtől kezdődően a döntőig oda-visszavágós alapon zajlanak a küzdelmek.

## Második kör
| 1. csapat           | Össz. | 2. csapat          | 1. mérk. | 2. mérk. |
| ------------------- | ----- | ------------------ | -------- | -------- |
| HPC Arkatron        | 92–34 | HC SSSNo2 Chișinău | 51–11    | 41–23    |
| Fram                | 57–50 | LC Brühl Handball  | 26–25    | 31–25    |
| Madeira Andebol SAD | 63–45 | S.P.E. Strovolos   | 30–19    | 33–26    |
| Lugi                | 70–34 | HB Sint-Truiden    | 37–16    | 33–18    |
| ASD HC Sassari      | 72–55 | Bney Herzeliya     | 38–29    | 34–26    |

| 2010. október 16. 17:00 | HPC Arkatron     | 51 – 11     | HC SSSNo2 Chișinău | Minszk Nézőszám: 300 Játékvezetők: Jaskins, Zabko (lettek) |
| 2010. október 16. 17:00 | Shamanouskaya 15 | (22 – 3)    | Camis 6            | Minszk Nézőszám: 300 Játékvezetők: Jaskins, Zabko (lettek) |
| 2010. október 16. 17:00 | 3× 2×            | Jegyzőkönyv | 1× 2×              | Minszk Nézőszám: 300 Játékvezetők: Jaskins, Zabko (lettek) |

| 2010. október 17. 16:00 | HC SSSNo2 Chișinău | 23 – 41     | HPC Arkatron   | Minszk Nézőszám: 200 Játékvezetők: Jaskins, Zabko (lettek) |
| 2010. október 17. 16:00 | Donici 7           | (13 – 16)   | Kamenshykova 8 | Minszk Nézőszám: 200 Játékvezetők: Jaskins, Zabko (lettek) |
| 2010. október 17. 16:00 | 3× 2×              | Jegyzőkönyv | 3× 3×          | Minszk Nézőszám: 200 Játékvezetők: Jaskins, Zabko (lettek) |

| 2010. október 23. 17:30 | Fram          | 26 – 25     | LC Brühl Handball | Sankt Gallen Nézőszám: 700 Játékvezetők: Scevola, Alperan (olaszok) |
| 2010. október 23. 17:30 | Knutsdottir 9 | (14 – 10)   | Mustafoska 7      | Sankt Gallen Nézőszám: 700 Játékvezetők: Scevola, Alperan (olaszok) |
| 2010. október 23. 17:30 | 6× 3×         | Jegyzőkönyv | 3× 3×             | Sankt Gallen Nézőszám: 700 Játékvezetők: Scevola, Alperan (olaszok) |

| 2010. október 24. 17:30 | LC Brühl Handball | 25 – 31     | Fram             | Sankt Gallen Nézőszám: 700 Játékvezetők: Scevola, Alperan (olaszok) |
| 2010. október 24. 17:30 | Mustafoska 6      | (12 – 16)   | Sigurdardottir 9 | Sankt Gallen Nézőszám: 700 Játékvezetők: Scevola, Alperan (olaszok) |
| 2010. október 24. 17:30 | 2× 3×             | Jegyzőkönyv | 3× 3×            | Sankt Gallen Nézőszám: 700 Játékvezetők: Scevola, Alperan (olaszok) |

| 2010. október 16. 17:00 | Madeira Andebol SAD | 30 – 19     | S.P.E. Strovolos | Funchal Nézőszám: 400 Játékvezetők: Bounouara, Sami (franciák) |
| 2010. október 16. 17:00 | Tavares 8           | (16 – 9)    | Bircina 9        | Funchal Nézőszám: 400 Játékvezetők: Bounouara, Sami (franciák) |
| 2010. október 16. 17:00 | 4× 3×               | Jegyzőkönyv | 7× 3×            | Funchal Nézőszám: 400 Játékvezetők: Bounouara, Sami (franciák) |

| 2010. október 23. 18:00 | S.P.E. Strovolos | 26 – 33     | Madeira Andebol SAD | Strovolos Nézőszám: 200 Játékvezetők: Markovska, Vutov (bolgárok) |
| 2010. október 23. 18:00 | Bircina 9        | (13 – 17)   | Aguiar 8            | Strovolos Nézőszám: 200 Játékvezetők: Markovska, Vutov (bolgárok) |
| 2010. október 23. 18:00 | 3× 2×            | Jegyzőkönyv | 1× 2×               | Strovolos Nézőszám: 200 Játékvezetők: Markovska, Vutov (bolgárok) |

| 2010. október 17. 15:30 | Lugi        | 37 – 16     | HB Sint-Truiden | Lund Nézőszám: 500 Játékvezetők: Cernavskis, Bogdanovs (lettek) |
| 2010. október 17. 15:30 | Rosengren 9 | (17 – 9)    | Leenen 8        | Lund Nézőszám: 500 Játékvezetők: Cernavskis, Bogdanovs (lettek) |
| 2010. október 17. 15:30 | 2× 3×       | Jegyzőkönyv | 2× 3×           | Lund Nézőszám: 500 Játékvezetők: Cernavskis, Bogdanovs (lettek) |

| 2010. október 24. 15:00 | HB Sint-Truiden | 18 – 33     | Lugi                    | St. Truiden Nézőszám: 200 Játékvezetők: Santos, Fonseca (portugálok) |
| 2010. október 24. 15:00 | Leenen 8        | (9 – 13)    | Radermacher, Ringdahl 8 | St. Truiden Nézőszám: 200 Játékvezetők: Santos, Fonseca (portugálok) |
| 2010. október 24. 15:00 | 2× 3×           | Jegyzőkönyv | 7× 3×                   | St. Truiden Nézőszám: 200 Játékvezetők: Santos, Fonseca (portugálok) |

| 2010. október 14. 20:00 | ASD HC Sassari | 38 – 29     | Bney Herzeliya | Tel-Aviv Nézőszám: 400 Játékvezetők: Gökmen, Gök (törökök) |
| 2010. október 14. 20:00 | Mladenović 9   | (15 – 13)   | Bertaut 8      | Tel-Aviv Nézőszám: 400 Játékvezetők: Gökmen, Gök (törökök) |
| 2010. október 14. 20:00 | 3×             | Jegyzőkönyv | 3× 2×          | Tel-Aviv Nézőszám: 400 Játékvezetők: Gökmen, Gök (törökök) |

| 2010. október 16. 19:00 | Bney Herzeliya | 26 – 34     | ASD HC Sassari  | Tel-Aviv Nézőszám: 300 Játékvezetők: Gökmen, Gök (törökök) |
| 2010. október 16. 19:00 | Bertaut 9      | (17 – 15)   | Bobrovnyikova 8 | Tel-Aviv Nézőszám: 300 Játékvezetők: Gökmen, Gök (törökök) |
| 2010. október 16. 19:00 | 4× 2×          | Jegyzőkönyv | 3× 3×           | Tel-Aviv Nézőszám: 300 Játékvezetők: Gökmen, Gök (törökök) |

## Harmadik kör
| 1. csapat                     | Össz. | 2. csapat            | 1. mérk. | 2. mérk. |
| ----------------------------- | ----- | -------------------- | -------- | -------- |
| ZRK Knjaz Milos               | 81–53 | KHF Kastrioti        | 47–24    | 34–29    |
| Üsküdar B.S.K.                | 56–68 | Tertnes Bergen       | 32–34    | 24–34    |
| Banovsky HK Gabor             | 52–85 | FTC-Jógazdabank      | 26–32    | 26–53    |
| Lokomotiva Zagreb             | 49–31 | Huyser E en O        | 20–15    | 29–16    |
| Lugi                          | 52–47 | WHC Biseri           | 28–30    | 24–17    |
| Madeira Andebol SAD           | 45–51 | C.S. Tomis Constanța | 27–27    | 18–24    |
| HPC "Arkatron"                | 55–72 | HSG Blomberg-Lippe   | 27–36    | 28–36    |
| Rosztov-Don                   | 67–57 | ASD HC Sassari       | 35–31    | 32–26    |
| Fram                          | 67–45 | Podatkova University | 36–21    | 31–24    |
| "KGHM Metraco Zaglebie Lubin" | 52–55 | C.B. Mar Alicante    | 30–28    | 22–27    |
| SSV VEG Dornbirn Schoren      | 33–84 | FIF Copenhagen       | 20–37    | 13–47    |
| O.F.N. Ionias                 | 37–64 | Metz Handball        | 18–33    | 19–31    |

| 2010. november 20. 14:00 | ZRK Knjaz Milos | 47 – 24     | KHF Kastrioti | Szkopje Nézőszám: - Játékvezetők: - |
| 2010. november 20. 14:00 | Petrović 14     | (21 – 15)   | Beba 10       | Szkopje Nézőszám: - Játékvezetők: - |
| 2010. november 20. 14:00 | 3× 3×           | Jegyzőkönyv | 4× 3×         | Szkopje Nézőszám: - Játékvezetők: - |

| 2010. november 21. 13:00 | KHF Kastrioti | 29 – 34     | ZRK Knjaz Milos | Szkopje Nézőszám: - Játékvezetők: - |
| 2010. november 21. 13:00 | Xhemaili 8    | (13 – 21)   | Radiočić 8      | Szkopje Nézőszám: - Játékvezetők: - |
| 2010. november 21. 13:00 | 3× 3×         | Jegyzőkönyv | 2× 3×           | Szkopje Nézőszám: - Játékvezetők: - |

| 2010. november 14. 17:00 | Üsküdar B.S.K. | 32 – 34     | Tertnes Bergen | Isztambul Nézőszám: 400 Játékvezetők: Konjicanin, Konjicanin (bosnyákok) |
| 2010. november 14. 17:00 | Yilmaz 9       | (13 – 19)   | Gosse 11       | Isztambul Nézőszám: 400 Játékvezetők: Konjicanin, Konjicanin (bosnyákok) |
| 2010. november 14. 17:00 | 9× 3×          | Jegyzőkönyv | 6× 2×          | Isztambul Nézőszám: 400 Játékvezetők: Konjicanin, Konjicanin (bosnyákok) |

| 2010. november 20. 18:00 | Tertnes Bergen | 34 – 24     | Üsküdar B.S.K. | Bergen Nézőszám: 500 Játékvezetők: Mykolaitis, Sniurevicius (litvánok) |
| 2010. november 20. 18:00 | Pedersen 8     | (17 – 12)   | Yilmaz 7       | Bergen Nézőszám: 500 Játékvezetők: Mykolaitis, Sniurevicius (litvánok) |
| 2010. november 20. 18:00 | 4× 2×          | Jegyzőkönyv | 6× 2×          | Bergen Nézőszám: 500 Játékvezetők: Mykolaitis, Sniurevicius (litvánok) |

| 2010. november 13. 18:00 | Banovsky HK Gabor | 26 – 32     | FTC-Jógazdabank | Szlovákia Nézőszám: 500 Játékvezetők: Christidi, Papamattheou (görögök) |
| 2010. november 13. 18:00 | Tothova 9         | (12 – 20)   | Szucsánszki 11  | Szlovákia Nézőszám: 500 Játékvezetők: Christidi, Papamattheou (görögök) |
| 2010. november 13. 18:00 | 1× 2×             | Jegyzőkönyv | 4× 3×           | Szlovákia Nézőszám: 500 Játékvezetők: Christidi, Papamattheou (görögök) |

| 2010. november 21. 17:00 | FTC-Jógazdabank | 56 – 26     | Banovsky HK Gabor | Budapest Nézőszám: 500 Játékvezetők: Antić, Jakovljević (szerbek) |
| 2010. november 21. 17:00 | Tomori 10       | (29 – 13)   | Tothova 10        | Budapest Nézőszám: 500 Játékvezetők: Antić, Jakovljević (szerbek) |
| 2010. november 21. 17:00 | 3× 3×           | Jegyzőkönyv | 4× 3×             | Budapest Nézőszám: 500 Játékvezetők: Antić, Jakovljević (szerbek) |

| 2010. november 19. 18:30 | Lokomotiva Zagreb | 20 – 15     | Huyser E en O   | Zágráb Nézőszám: 200 Játékvezetők: Gökmen, Gök (törökök) |
| 2010. november 19. 18:30 | Serić 7           | (11 – 9)    | Stefansdottir 8 | Zágráb Nézőszám: 200 Játékvezetők: Gökmen, Gök (törökök) |
| 2010. november 19. 18:30 | 2× 3×             | Jegyzőkönyv | 2× 3×           | Zágráb Nézőszám: 200 Játékvezetők: Gökmen, Gök (törökök) |

| 2010. november 20. 19:00 | Huyser E en O    | 16 – 29     | Lokomotiva Zagreb | Zágráb Nézőszám: 200 Játékvezetők: Gökmen, Gök (törökök) |
| 2010. november 20. 19:00 | Kooiker, Schop 3 | (8 – 14)    | Serić 7           | Zágráb Nézőszám: 200 Játékvezetők: Gökmen, Gök (törökök) |
| 2010. november 20. 19:00 | 5× 3×            | Jegyzőkönyv | 5× 2×             | Zágráb Nézőszám: 200 Játékvezetők: Gökmen, Gök (törökök) |

| 2010. november 19. 17:00 | Lugi                 | 28 – 30     | WHC Biseri            | Pljevlja Nézőszám: 800 Játékvezetők: Dimkova, Lyubenova (bolgárok) |
| 2010. november 19. 17:00 | Rosengren Jacobsen 8 | (15 – 15)   | Nicolić, Stojanović 8 | Pljevlja Nézőszám: 800 Játékvezetők: Dimkova, Lyubenova (bolgárok) |
| 2010. november 19. 17:00 | 4× 3×                | Jegyzőkönyv | 3× 3×                 | Pljevlja Nézőszám: 800 Játékvezetők: Dimkova, Lyubenova (bolgárok) |

| 2010. november 21. 17:00 | WHC Biseri          | 17 – 24     | Lugi        | Pljevlja Nézőszám: 800 Játékvezetők: Dimkova, Lyubenova (bolgárok) |
| 2010. november 21. 17:00 | Milić, Stojanović 5 | (8 – 9)     | Skogsberg 8 | Pljevlja Nézőszám: 800 Játékvezetők: Dimkova, Lyubenova (bolgárok) |
| 2010. november 21. 17:00 | 2× 2×               | Jegyzőkönyv | 3× 2×       | Pljevlja Nézőszám: 800 Játékvezetők: Dimkova, Lyubenova (bolgárok) |

| 2010. november 13. 16:00 | Madeira Andebol SAD | 27 – 27     | C.S. Tomis Constanța      | Funchal Nézőszám: 500 Játékvezetők: van Dijk, Wijtenburg (hollandok) |
| 2010. november 13. 16:00 | Aguiar 7            | (14 – 13)   | Barcan-Gheorghe, Tilvic 6 | Funchal Nézőszám: 500 Játékvezetők: van Dijk, Wijtenburg (hollandok) |
| 2010. november 13. 16:00 | 5× 2×               | Jegyzőkönyv | 4× 2×                     | Funchal Nézőszám: 500 Játékvezetők: van Dijk, Wijtenburg (hollandok) |

| 2010. november 21. 11:00 | C.S. Tomis Constanța              | 21 – 18     | Madeira Andebol SAD | Konstanca Nézőszám: 900 Játékvezetők: Katsikis, Michailidis (görögök) |
| 2010. november 21. 11:00 | Barcan-Gheorghe, Tilvic, Zamfir 5 | (14 – 8)    | Sousa 4             | Konstanca Nézőszám: 900 Játékvezetők: Katsikis, Michailidis (görögök) |
| 2010. november 21. 11:00 | 6× 3× 1×                          | Jegyzőkönyv | 4× 1×               | Konstanca Nézőszám: 900 Játékvezetők: Katsikis, Michailidis (görögök) |

| 2010. november 20. 17:00 | HPC "Arkatron" | 27 – 36     | HSG Blomberg-Lippe | Minszk Nézőszám: 500 Játékvezetők: Harabagiu, Stănescu (románok) |
| 2010. november 20. 17:00 | Khlimankova 11 | (14 – 17)   | Lang 9             | Minszk Nézőszám: 500 Játékvezetők: Harabagiu, Stănescu (románok) |
| 2010. november 20. 17:00 | 2× 3×          | Jegyzőkönyv | 4× 2×              | Minszk Nézőszám: 500 Játékvezetők: Harabagiu, Stănescu (románok) |

| 2010. november 21. 16:00 | HSG Blomberg-Lippe | 36 – 28     | HPC "Arkatron" | Minszk Nézőszám: 500 Játékvezetők: Harabagiu, Stănescu (románok) |
| 2010. november 21. 16:00 | Richter 9          | (16 – 16)   | Tsybulka 8     | Minszk Nézőszám: 500 Játékvezetők: Harabagiu, Stănescu (románok) |
| 2010. november 21. 16:00 | 8× 3×              | Jegyzőkönyv | 6× 2×          | Minszk Nézőszám: 500 Játékvezetők: Harabagiu, Stănescu (románok) |

| 2010. november 20. 17:00 | Rosztov-Don | 35 – 31     | ASD HC Sassari  | Rosztov-na-Donu Nézőszám: 2000 Játékvezetők: Ilieva, Karbeska (macedónok) |
| 2010. november 20. 17:00 | Shymkute 8  | (14 – 15)   | Bobrovnyikova 9 | Rosztov-na-Donu Nézőszám: 2000 Játékvezetők: Ilieva, Karbeska (macedónok) |
| 2010. november 20. 17:00 | 5× 3×       | Jegyzőkönyv | 2× 3×           | Rosztov-na-Donu Nézőszám: 2000 Játékvezetők: Ilieva, Karbeska (macedónok) |

| 2010. november 14. 18:00 | ASD HC Sassari | 26 – 33     | Rosztov-Don          | Sassari Nézőszám: 1000 Játékvezetők: Erdogan, Özdeniz (törökök) |
| 2010. november 14. 18:00 | Chernova 8     | (13 – 13)   | Svitanko, Zhuykova 7 | Sassari Nézőszám: 1000 Játékvezetők: Erdogan, Özdeniz (törökök) |
| 2010. november 14. 18:00 | 2× 3× 1×       | Jegyzőkönyv | 2× 3×                | Sassari Nézőszám: 1000 Játékvezetők: Erdogan, Özdeniz (törökök) |

| 2010. november 20. 19:00 | Fram                                    | 36 – 21     | Podatkova University | Reykjavík Nézőszám: 300 Játékvezetők: Samuelsen, Hansen (feröeriek) |
| 2010. november 20. 19:00 | Johannsdottir, Sigurdardottir, Sördal 6 | (22 – 8)    | Burlachenko 8        | Reykjavík Nézőszám: 300 Játékvezetők: Samuelsen, Hansen (feröeriek) |
| 2010. november 20. 19:00 | 3×                                      | Jegyzőkönyv | 4× 2×                | Reykjavík Nézőszám: 300 Játékvezetők: Samuelsen, Hansen (feröeriek) |

| 2010. november 21. 17:00 | Podatkova University            | 24 – 31     | Fram            | Reykjavík Nézőszám: 300 Játékvezetők: Samuelsen, Hansen (feröeriek) |
| 2010. november 21. 17:00 | Burlachenko, Panasiuk, Sulyma 6 | (11 – 13)   | Johannsdottir 8 | Reykjavík Nézőszám: 300 Játékvezetők: Samuelsen, Hansen (feröeriek) |
| 2010. november 21. 17:00 | 3× 2×                           | Jegyzőkönyv | 2× 3×           | Reykjavík Nézőszám: 300 Játékvezetők: Samuelsen, Hansen (feröeriek) |

| 2010. november 13. 17:00 | "KGHM Zaglebie Lubin" | 30 – 28     | C.B. Mar Alicante | Lubin Nézőszám: 500 Játékvezetők: Pech, Vagvölgyi (magyarok) |
| 2010. november 13. 17:00 | Semeniuk-Olchawa 10   | (13 – 13)   | Ortuno Torrico 12 | Lubin Nézőszám: 500 Játékvezetők: Pech, Vagvölgyi (magyarok) |
| 2010. november 13. 17:00 | 6× 3×                 | Jegyzőkönyv | 4× 3×             | Lubin Nézőszám: 500 Játékvezetők: Pech, Vagvölgyi (magyarok) |

| 2010. november 21. 13:00 | C.B. Mar Alicante | 27 – 22     | "KGHM Zaglebie Lubin" | Alicante Nézőszám: 600 Játékvezetők: Bounouara, Sami (franciák) |
| 2010. november 21. 13:00 | Ortuno Torrico 12 | (15 – 9)    | Semeniuk-Olchawa 8    | Alicante Nézőszám: 600 Játékvezetők: Bounouara, Sami (franciák) |
| 2010. november 21. 13:00 | 4× 3×             | Jegyzőkönyv | 6× 3× 1×              | Alicante Nézőszám: 600 Játékvezetők: Bounouara, Sami (franciák) |

| 2010. november 13. 19:00 | SSV VEG Dornbirn Schoren | 20 – 37     | FIF Copenhagen | Dornbirn Nézőszám: 700 Játékvezetők: Lah, Sok (szlovénok) |
| 2010. november 13. 19:00 | Bundović 6               | (7 – 17)    | Touray 11      | Dornbirn Nézőszám: 700 Játékvezetők: Lah, Sok (szlovénok) |
| 2010. november 13. 19:00 | 3× 3×                    | Jegyzőkönyv | 3× 3×          | Dornbirn Nézőszám: 700 Játékvezetők: Lah, Sok (szlovénok) |

| 2010. november 20. 13:30 | FIF Copenhagen | 47 – 13     | SSV VEG Dornbirn Schoren | Fredriksberg Nézőszám: 200 Játékvezetők: Santos, Fonseca (portugálok) |
| 2010. november 20. 13:30 | Touray 15      | (26 – 7)    | Sólyom 5                 | Fredriksberg Nézőszám: 200 Játékvezetők: Santos, Fonseca (portugálok) |
| 2010. november 20. 13:30 | 3× 2×          | Jegyzőkönyv | 7× 2× 1×                 | Fredriksberg Nézőszám: 200 Játékvezetők: Santos, Fonseca (portugálok) |

| 2010. november 19. 20:30 | O.F.N. Ionias  | 18 – 33     | Metz Handball    | Thionville Nézőszám: 1100 Játékvezetők: Delle, Engberg (svédek) |
| 2010. november 19. 20:30 | Papanikolaou 5 | (8 – 16)    | Njitam, Piejos 7 | Thionville Nézőszám: 1100 Játékvezetők: Delle, Engberg (svédek) |
| 2010. november 19. 20:30 | 3× 2×          | Jegyzőkönyv | 2× 1×            | Thionville Nézőszám: 1100 Játékvezetők: Delle, Engberg (svédek) |

| 2010. november 21. 17:00 | Metz Handball | 31 – 19 | O.F.N. Ionias | Metz Nézőszám: 2300 Játékvezetők: Delle, Engberg (svédek) |
| 2010. november 21. 17:00 | (15 – 8)      |         |               | Metz Nézőszám: 2300 Játékvezetők: Delle, Engberg (svédek) |
| 2010. november 21. 17:00 | Jegyzőkönyv   |         |               | Metz Nézőszám: 2300 Játékvezetők: Delle, Engberg (svédek) |

## Nyolcaddöntők
| 1. csapat            | Össz.      | 2. csapat                     | 1. mérk. | 2. mérk. |
| -------------------- | ---------- | ----------------------------- | -------- | -------- |
| Lugi                 | 50–48      | Tertnes Bergen                | 27–18    | 23–30    |
| HSG Blomberg-Lippe   | 56–53      | Fram                          | 26–24    | 30–29    |
| Metz Handball        | 57–51      | Hypo Niederösterreich         | 27–22    | 30–29    |
| Lokomotiva Zagreb    | 49–64      | Zvezda                        | 23–30    | 26–34    |
| C.S. Tomis Constanța | 53–68      | Rosztov-Don                   | 25–38    | 28–30    |
| ZRK "Knjaz Milos"    | 49–79      | Toulon Saint Cyr Var Handball | 23–43    | 26–36    |
| Viborg HK            | 66–66(ig.) | FTC-Jógazdabank               | 34–33    | 32–33    |
| FIF Copenhagen       | 53–59      | C.B. Mar Alicante             | 27–24    | 26–35    |

| 2011. február 4. 19:00 | Lugi                 | 27 – 18     | Tertnes Bergen     | Lund Nézőszám: 800 Játékvezetők: Rutkovskis, Dzerve (lettek) |
| 2011. február 4. 19:00 | Rosengren Jacobsen 8 | (10 – 8)    | Gosse, Holgersen 4 | Lund Nézőszám: 800 Játékvezetők: Rutkovskis, Dzerve (lettek) |
| 2011. február 4. 19:00 | 3× 2×                | Jegyzőkönyv | 1× 2×              | Lund Nézőszám: 800 Játékvezetők: Rutkovskis, Dzerve (lettek) |

| 2011. február 12. 17:15 | Tertnes Bergen | 30 – 23     | Lugi                 | Bergen Nézőszám: 500 Játékvezetők: Eliasson, Gudjonsson (izlandiak) |
| 2011. február 12. 17:15 | Reinkind 8     | (16 – 12)   | Rosengren Jacobsen 6 | Bergen Nézőszám: 500 Játékvezetők: Eliasson, Gudjonsson (izlandiak) |
| 2011. február 12. 17:15 | 3× 3×          | Jegyzőkönyv | 6× 3×                | Bergen Nézőszám: 500 Játékvezetők: Eliasson, Gudjonsson (izlandiak) |

| 2011. február 4. 19:00 | HSG Blomberg-Lippe | 26 – 24     | Fram             | Reykjavík Nézőszám: 300 Játékvezetők: Van de Beek, Egberts (hollandok) |
| 2011. február 4. 19:00 | Richter 9          | (18 – 12)   | Sigurdardottir 9 | Reykjavík Nézőszám: 300 Játékvezetők: Van de Beek, Egberts (hollandok) |
| 2011. február 4. 19:00 | 4× 2×              | Jegyzőkönyv | 3× 3×            | Reykjavík Nézőszám: 300 Játékvezetők: Van de Beek, Egberts (hollandok) |

| 2011. február 5. 16:00 | Fram                          | 29 – 30     | HSG Blomberg-Lippe | Reykjavík Nézőszám: 500 Játékvezetők: Van de Beek, Egberts (hollandok) |
| 2011. február 5. 16:00 | Knutsdottir, Sigurdardottir 8 | (15 – 13)   | Hofmann 10         | Reykjavík Nézőszám: 500 Játékvezetők: Van de Beek, Egberts (hollandok) |
| 2011. február 5. 16:00 | 6× 3×                         | Jegyzőkönyv | 8× 3× 1×           | Reykjavík Nézőszám: 500 Játékvezetők: Van de Beek, Egberts (hollandok) |

| 2011. február 6. 17:00 | Metz Handball | 27 – 22     | Hypo Niederösterreich | Metz Nézőszám: 4500 Játékvezetők: Lorente, Serradilla (spanyolok) |
| 2011. február 6. 17:00 | Piejos 6      | (11 – 7)    | Do Nascimento 6       | Metz Nézőszám: 4500 Játékvezetők: Lorente, Serradilla (spanyolok) |
| 2011. február 6. 17:00 | 3× 3×         | Jegyzőkönyv | 5× 3×                 | Metz Nézőszám: 4500 Játékvezetők: Lorente, Serradilla (spanyolok) |

| 2011. február 13. 17:00 | Hypo Niederösterreich | 29 – 30     | Metz Handball | Maria Enzersdorf Nézőszám: 700 Játékvezetők: Bonifert, Oláh (magyarok) |
| 2011. február 13. 17:00 | Do Nascimento 12      | (16 – 16)   | Ognjenović 6  | Maria Enzersdorf Nézőszám: 700 Játékvezetők: Bonifert, Oláh (magyarok) |
| 2011. február 13. 17:00 | 4× 2×                 | Jegyzőkönyv | 5× 2×         | Maria Enzersdorf Nézőszám: 700 Játékvezetők: Bonifert, Oláh (magyarok) |

| 2011. február 5. 17:00 | Lokomotiva Zagreb | 23 – 30     | Zvezda       | Zvenyigorod Nézőszám: 1000 Játékvezetők: Covalciuc, Covalciuc (moldávok) |
| 2011. február 5. 17:00 | Serić 6           | (13 – 15)   | Dmitrieva 10 | Zvenyigorod Nézőszám: 1000 Játékvezetők: Covalciuc, Covalciuc (moldávok) |
| 2011. február 5. 17:00 | 5× 3×             | Jegyzőkönyv | 3× 2×        | Zvenyigorod Nézőszám: 1000 Játékvezetők: Covalciuc, Covalciuc (moldávok) |

| 2011. február 6. 17:00 | Zvezda | 34 – 26     | Lokomotiva Zagreb | Zvenyigorod Nézőszám: 1000 Játékvezetők: Covalciuc, Covalciuc (moldávok) |
| 2011. február 6. 17:00 | Sen 8  | (16 – 15)   | Janković 6        | Zvenyigorod Nézőszám: 1000 Játékvezetők: Covalciuc, Covalciuc (moldávok) |
| 2011. február 6. 17:00 | 2× 3×  | Jegyzőkönyv | 4× 3×             | Zvenyigorod Nézőszám: 1000 Játékvezetők: Covalciuc, Covalciuc (moldávok) |

| 2011. február 4. 18:00 | C.S. Tomis Constanța | 25 – 38     | Rosztov-Don | Rosztov-na-Donu Nézőszám: 2000 Játékvezetők: Argyridis, Mouttas (ciprusiak) |
| 2011. február 4. 18:00 | Barcan-Gheorghe 9    | (10 – 22)   | Yartseva 7  | Rosztov-na-Donu Nézőszám: 2000 Játékvezetők: Argyridis, Mouttas (ciprusiak) |
| 2011. február 4. 18:00 | 4× 3×                | Jegyzőkönyv | 4× 3×       | Rosztov-na-Donu Nézőszám: 2000 Játékvezetők: Argyridis, Mouttas (ciprusiak) |

| 2011. február 5. 17:00 | Rosztov-Don | 30 – 38     | C.S. Tomis Constanța | Rosztov-na-Donu Nézőszám: 1500 Játékvezetők: Argyridis, Mouttas (ciprusiak) |
| 2011. február 5. 17:00 | Yartseva 7  | (17 – 16)   | Zamfir 10            | Rosztov-na-Donu Nézőszám: 1500 Játékvezetők: Argyridis, Mouttas (ciprusiak) |
| 2011. február 5. 17:00 | 5× 3× 1×    | Jegyzőkönyv | 6× 3× 1×             | Rosztov-na-Donu Nézőszám: 1500 Játékvezetők: Argyridis, Mouttas (ciprusiak) |

| 2011. február 5. 15:00 | Viborg HK | 34 – 33     | FTC-Jógazdabank | Viborg Nézőszám: 1700 Játékvezetők: Sitsi, Heinla (észtek) |
| 2011. február 5. 15:00 | Jurack 7  | (19 – 18)   | Zácsik 11       | Viborg Nézőszám: 1700 Játékvezetők: Sitsi, Heinla (észtek) |
| 2011. február 5. 15:00 | 2× 3×     | Jegyzőkönyv | 2× 3×           | Viborg Nézőszám: 1700 Játékvezetők: Sitsi, Heinla (észtek) |

| 2011. február 12. 18:00 | FTC-Jógazdabank | 33 – 32     | Viborg HK | Budapest Nézőszám: 1000 Játékvezetők: Bashmak, Frolov (oroszok) |
| 2011. február 12. 18:00 | Tomori 9        | (15 – 18)   | Jurack 10 | Budapest Nézőszám: 1000 Játékvezetők: Bashmak, Frolov (oroszok) |
| 2011. február 12. 18:00 | 2× 2×           | Jegyzőkönyv | 4× 2×     | Budapest Nézőszám: 1000 Játékvezetők: Bashmak, Frolov (oroszok) |

| 2011. február 5. 15:00 | FIF Copenhagen      | 27 – 24     | C.B. Mar Alicante | Fredriksberg Nézőszám: 200 Játékvezetők: Liachovicius, Gecevicius (litvánok) |
| 2011. február 5. 15:00 | Skovgaard, Touray 7 | (16 – 10)   | Ortuno Torrico 9  | Fredriksberg Nézőszám: 200 Játékvezetők: Liachovicius, Gecevicius (litvánok) |
| 2011. február 5. 15:00 | 4× 3×               | Jegyzőkönyv | 3× 3×             | Fredriksberg Nézőszám: 200 Játékvezetők: Liachovicius, Gecevicius (litvánok) |

| 2011. február 13. 12:30 | C.B. Mar Alicante          | 35 – 26     | FIF Copenhagen | Alicante Nézőszám: 1500 Játékvezetők: Pavičević, Raznatović (montenegróiak) |
| 2011. február 13. 12:30 | De Sousa, Ortuno Torrico 8 | (14 – 9)    | Skovgaard 8    | Alicante Nézőszám: 1500 Játékvezetők: Pavičević, Raznatović (montenegróiak) |
| 2011. február 13. 12:30 | 3× 3×                      | Jegyzőkönyv | 2× 2×          | Alicante Nézőszám: 1500 Játékvezetők: Pavičević, Raznatović (montenegróiak) |

## Negyeddöntők
| 1. csapat                     | Össz. | 2. csapat               | 1. mérk. | 2. mérk. |
| ----------------------------- | ----- | ----------------------- | -------- | -------- |
| Lugi                          | 56–54 | HSG Blomberg-Lippe      | 24–29    | 32–25    |
| C.B. Mar Alicante             | 45–43 | Rosztov-Don             | 24–22    | 21–21    |
| Toulon Saint Cyr Var Handball | 50–60 | FTC-Rail Cargo Hungaria | 24–23    | 26–37    |
| Zvezda                        | 55–57 | Metz Handball           | 26–29    | 29–28    |

| 2011. március 18. 19:00 | Lugi                 | 24 – 29     | HSG Blomberg-Lippe | Minden Nézőszám: 1300 Játékvezetők: Tzaferopoulos, Bethmann (görögök) |
| 2011. március 18. 19:00 | Rosengren Jacobsen 8 | (14 – 14)   | Richter 8          | Minden Nézőszám: 1300 Játékvezetők: Tzaferopoulos, Bethmann (görögök) |
| 2011. március 18. 19:00 | 4× 3×                | Jegyzőkönyv | 5× 3×              | Minden Nézőszám: 1300 Játékvezetők: Tzaferopoulos, Bethmann (görögök) |

| 2011. március 19. 16:00 | HSG Blomberg-Lippe           | 25 – 32     | Lugi                  | Blomberg Nézőszám: 600 Játékvezetők: Tzaferopoulos, Bethmann (görögök) |
| 2011. március 19. 16:00 | Hofmann, Langkeit, Richter 5 | (14 – 17)   | Rosengren Jacobsen 11 | Blomberg Nézőszám: 600 Játékvezetők: Tzaferopoulos, Bethmann (görögök) |
| 2011. március 19. 16:00 | 3× 3×                        | Jegyzőkönyv | 2× 3×                 | Blomberg Nézőszám: 600 Játékvezetők: Tzaferopoulos, Bethmann (görögök) |

| 2011. március 13. 12:30 | C.B. Mar Alicante | 24 – 22     | Rosztov-Don | Alicante Nézőszám: 1000 Játékvezetők: Florescu, Duta (románok) |
| 2011. március 13. 12:30 | Ortuno Torrico 7  | (14 – 11)   | Shymkute 8  | Alicante Nézőszám: 1000 Játékvezetők: Florescu, Duta (románok) |
| 2011. március 13. 12:30 | 1× 3×             | Jegyzőkönyv | 6× 3× 1×    | Alicante Nézőszám: 1000 Játékvezetők: Florescu, Duta (románok) |

| 2011. március 20. 17:00 | Rosztov-Don    | 21 – 21     | C.B. Mar Alicante | Rosztov-na-Donu Nézőszám: 1400 Játékvezetők: Marić, Mašić (szerbek) |
| 2011. március 20. 17:00 | Chernyshkova 5 | (10 – 13)   | Ortuno Torrico 6  | Rosztov-na-Donu Nézőszám: 1400 Játékvezetők: Marić, Mašić (szerbek) |
| 2011. március 20. 17:00 | 2× 3×          | Jegyzőkönyv | 3× 3×             | Rosztov-na-Donu Nézőszám: 1400 Játékvezetők: Marić, Mašić (szerbek) |

| 2011. március 13. 18:00 | Toulon Saint Cyr Var Handball | 24 – 23     | FTC-Rail Cargo Hungaria | Toulon Nézőszám: 2500 Játékvezetők: Veber, Pangerc (szlovénok) |
| 2011. március 13. 18:00 | Gnabouyou 6                   | (16 – 14)   | Zácsik 7                | Toulon Nézőszám: 2500 Játékvezetők: Veber, Pangerc (szlovénok) |
| 2011. március 13. 18:00 | 2× 3×                         | Jegyzőkönyv | 4× 3×                   | Toulon Nézőszám: 2500 Játékvezetők: Veber, Pangerc (szlovénok) |

| 2011. március 19. 20:15 | FTC-Rail Cargo Hungaria       | 37 – 26     | Toulon Saint Cyr Var Handball | Budapest Nézőszám: 1200 Játékvezetők: Sivak, Dvorsky (szlovákok) |
| 2011. március 19. 20:15 | Szucsánszki, Tomori, Zácsik 9 | (19 – 13)   | Mwasesa 9                     | Budapest Nézőszám: 1200 Játékvezetők: Sivak, Dvorsky (szlovákok) |
| 2011. március 19. 20:15 | 7× 3×                         | Jegyzőkönyv | 6× 3×                         | Budapest Nézőszám: 1200 Játékvezetők: Sivak, Dvorsky (szlovákok) |

| 2011. március 13. 17:00 | Zvezda    | 26 – 29     | Metz Handball    | Zvenyigorod Nézőszám: 1000 Játékvezetők: Leandersson, Lindroos (finnek) |
| 2011. március 13. 17:00 | Vetkova 7 | (12 – 17)   | Franić, Pineau 7 | Zvenyigorod Nézőszám: 1000 Játékvezetők: Leandersson, Lindroos (finnek) |
| 2011. március 13. 17:00 | 3× 3×     | Jegyzőkönyv | 5× 3× 1×         | Zvenyigorod Nézőszám: 1000 Játékvezetők: Leandersson, Lindroos (finnek) |

| 2011. március 19. 19:30 | Metz Handball | 28 – 29     | Zvezda     | Metz Nézőszám: 4500 Játékvezetők: Jurinović, Mrvica (horvátok) |
| 2011. március 19. 19:30 | Ognjenović 8  | (17 – 16)   | Postnova 9 | Metz Nézőszám: 4500 Játékvezetők: Jurinović, Mrvica (horvátok) |
| 2011. március 19. 19:30 | 1× 2×         | Jegyzőkönyv | 3× 3×      | Metz Nézőszám: 4500 Játékvezetők: Jurinović, Mrvica (horvátok) |

## Elődöntők
| 1. csapat     | Össz. | 2. csapat               | 1. mérk. | 2. mérk. |
| ------------- | ----- | ----------------------- | -------- | -------- |
| Metz Handball | 56–58 | FTC-Rail Cargo Hungaria | 27–31    | 29–27    |
| Lugi          | 46–50 | C.B. Mar Alicante       | 24–22    | 22–28    |

| 2011. április 10. 17:30 | Metz Handball | 27 – 31     | FTC-Rail Cargo Hungaria | Metz Nézőszám: 4300 Játékvezetők: San Jose, Murcia (spanyolok) |
| 2011. április 10. 17:30 | Ognjenović 6  | (12 – 17)   | Szádvári 8              | Metz Nézőszám: 4300 Játékvezetők: San Jose, Murcia (spanyolok) |
| 2011. április 10. 17:30 | 2× 3×         | Jegyzőkönyv | 6× 3×                   | Metz Nézőszám: 4300 Játékvezetők: San Jose, Murcia (spanyolok) |

| 2011. április 17. 14:30 | FTC-Rail Cargo Hungaria | 27 – 29     | Metz Handball | Budapest Nézőszám: 1200 Játékvezetők: Nybo, Poulsen (dánok) |
| 2011. április 17. 14:30 | Kovacsicz 6             | (14 – 13)   | Pineau 7      | Budapest Nézőszám: 1200 Játékvezetők: Nybo, Poulsen (dánok) |
| 2011. április 17. 14:30 | 3× 3×                   | Jegyzőkönyv | 4× 3×         | Budapest Nézőszám: 1200 Játékvezetők: Nybo, Poulsen (dánok) |

| 2011. április 9. 19:30 | Lugi     | 24 – 22     | C.B. Mar Alicante | Lund Nézőszám: 800 Játékvezetők: Rakytina, Tkachuk (ukránok) |
| 2011. április 9. 19:30 | Adler 13 | (11 – 10)   | De Sousa 8        | Lund Nézőszám: 800 Játékvezetők: Rakytina, Tkachuk (ukránok) |
| 2011. április 9. 19:30 | 7× 2× 1× | Jegyzőkönyv | 3× 3×             | Lund Nézőszám: 800 Játékvezetők: Rakytina, Tkachuk (ukránok) |

| 2011. április 16. 20:00 | C.B. Mar Alicante | 28 – 22     | Lugi                         | Alicante Nézőszám: 1300 Játékvezetők: Cirligeanu, Bejinariu (románok) |
| 2011. április 16. 20:00 | Ortuno Torrico 11 | (13 – 9)    | Adler, Lagerquist, Linnell 4 | Alicante Nézőszám: 1300 Játékvezetők: Cirligeanu, Bejinariu (románok) |
| 2011. április 16. 20:00 | 7× 3×             | Jegyzőkönyv | 5× 3×                        | Alicante Nézőszám: 1300 Játékvezetők: Cirligeanu, Bejinariu (románok) |

## Döntő
| 1. csapat               | Össz. | 2. csapat         | 1. mérk. | 2. mérk. |
| ----------------------- | ----- | ----------------- | -------- | -------- |
| FTC-Rail Cargo Hungaria | 57–52 | C.B. Mar Alicante | 34–29    | 23–23    |

| 2011. május 8. 15:00 | FTC-Rail Cargo Hungaria | 34 – 29     | C.B. Mar Alicante | Dabas Nézőszám: 2500 Játékvezetők: Gousko, Repkin (fehéroroszok) |
| 2011. május 8. 15:00 | Trufán 7                | (17 – 12)   | Ortuno Torrico 14 | Dabas Nézőszám: 2500 Játékvezetők: Gousko, Repkin (fehéroroszok) |
| 2011. május 8. 15:00 | 2× 3×                   | Jegyzőkönyv | 4× 3×             | Dabas Nézőszám: 2500 Játékvezetők: Gousko, Repkin (fehéroroszok) |

| 2011. május 15. 12:30 | C.B. Mar Alicante | 23 – 23     | FTC-Rail Cargo Hungaria | Alicante Nézőszám: 2400 Játékvezetők: Vodopivec, Krasna (szlovénok) |
| 2011. május 15. 12:30 | Ortuno Torrico 7  | (10 – 11)   | Tomori 7                | Alicante Nézőszám: 2400 Játékvezetők: Vodopivec, Krasna (szlovénok) |
| 2011. május 15. 12:30 | 1× 3×             | Jegyzőkönyv | 2× 3×                   | Alicante Nézőszám: 2400 Játékvezetők: Vodopivec, Krasna (szlovénok) |

## Győztes
| A 2010–2011-es női kézilabda kupagyőztesek Európa-kupája győztese |
| ----------------------------------------------------------------- |
| FTC Rail-Cargo 2. cím                                             |